# Списак друштвено-политичких радника СР Босне и Херцеговине
Списак истакнутих друштвено-политичких радника СР Босне и Херцеговине садржи списак личности које су обаљале државне и партијске фунцкије у Социјалистичкој Републици Босни и Херцеговини и Савезу комуниста Босне и Херцеговине, односно били — чланови Председништва СР Босне и Херцеговине, чланови Председништва ЦК СК Босне и Херцеговине, чланови Централног комитета СК Босне и Херцеговине, чланови Извршног већа Скупштине СР Босне и Херцеговине, посланици Скупштине СР Босне и Херцеговине, чланови Савета Републике Босне и Херцеговине, чланови Републичке конференције Социјалистичког савеза радног народа Босне и Херцеговине, Републичког одбора Савеза удружења бораца Народноослободилачког рата Босне и Херцеговине, чланови Републичке конференција Савеза социјалистичке омладине Босне и Херцеговине, чланови Републичког већа Савеза синдиката Босне и Херцеговине, председници Скупштине града Сарајева, председници Председништва Градског комитета Савеза комуниста Сарајева и др.
1. Нисим Албахари (1916—1991)
2. Мато Андрић (1928—2015)
3. Никола Андрић (1920—1992)
4. Новак Анђелић (1922—2010)
5. Анто Бабић (1899—1974)
6. Симо Бабић (1912—1978)
7. Јозо Бакрач (1910—1990)
8. Раде Башић (1919—1991)
9. Бошко Башкот (1922—2013)
10. Мухидин Бегић (1918—2000)
11. Џемал Биједић (1917—1977)
12. Шукрија Биједић (1917—1990)
13. Стипе Билан (1922—)
14. Данило Билановић (1925—1994)
15. Стојан Бјелајац (1923—2004)
16. Ивица Блажевић (1929)
17. Емерик Блум (1911—1984)
18. Иван Бригић (1936—2015)
19. Богић Богићевић (1953)
20. Богомир Брајковић (1911—1990)
21. Хасан Бркић (1913—1965)
22. Анте Будимир (1935—2014)
23. Васо Бутозан (1902—1974)
24. Вилко Винтерхалтер (1909—1970)
25. Немања Влатковић (1914—1961)
26. Милан Врховац (1909—1972)
27. Тодор Вујасиновић (1904—1988)
28. Раде Галеб (1927—1989)
29. Јуре Галић (1921—2016)
30. Васо Гачић (1923—2006)
31. Светолик Госпић (1913—)
32. Феликс Горски (1918—1996)
33. Хасан Грабчановић (1918—1996)
34. Јаков Гргурић (1918—1996)
35. Душан Грк (1906—1994)
36. Живко Грубор
37. Ненад Гузина
38. Угљеша Даниловић (1913—2003)
39. Абаз Дероња (1920—2003)
40. Нијаз Диздаревић (1920—1989)
41. Раиф Диздаревић (1926)
42. Петар Додик (1925—2015)
43. Илија Дошен (1914—2002)
44. Ратко Дугоњић (1916—1987)
45. Нијаз Дураковић (1949—2012)
46. Осман Ђикић (1921—1995)
47. Милутин Ђурашковић (1917—1972)
48. Недо Зец (1899—1971)
49. Душко Згоњанин (1926—1994)
50. Алија Исаковић
51. Хрвоје Иштук (1935—2002)
52. Раде Јакшић (1911—1996)
53. Кажимир Јелчић (1934—2020)
54. Иво Јеркић (1917—1997)
55. Ратко Јовичић (1919—1991)
56. Нико Јуринчић (1914—1983)
57. Александар Калмар (1938—2019)
58. Златан Каравдић (1936—1992)
59. Хајрудин Капетановић (1917—2001)
60. Момир Капор (1918—2003)
61. Чедо Капор (1914—2004)
62. Осман Карабеговић (1911—1996)
63. Шабан Кеврић (1949)
64. Војислав Кецмановић (1881—1961)
65. Милан Кнежевић (1921—)
66. Душанка Ковачевић (1917—1985)
67. Љубо Којо (1920—1993)
68. Руди Колак (1918—2004)
69. Никола Котле (1915—1990)
70. Драгутин Косовац (1924—2012)
71. Драган Крагуљ (1949)
72. Хуснија Курт (1900—1959)
73. Тодо Куртовић (1919—1997)
74. Салко Лагумџија (1921—1973)
75. Алија Латифић (1913—2003)
76. Јосип Ловреновић (1929—2005)
77. Сретен Лопандић (1920—1998)
78. Сеид Маглајлија (1940—2019)
79. Шефкет Маглајлић (1912—1983)
80. Драго Мажар (1918—1991)
81. Радован Макић (1924—2007)
82. Дане Маљковић (1927—2016)
83. Пашага Манџић (1907—1975)
84. Олга Марасовић (1914—1996)
85. Јоцо Марјановић (1925—1991)
86. Слободан Марјановић (1914—1997)
87. Хајрија Марјановић (1923—1996)
88. Новак Мастиловић (1906—1989)
89. Илија Матерић (1911—2004)
90. Лазо Матерић (1920—1999)
91. Божидар Матић (1937—2016)
92. Саво Медан (1903—1971)
93. Мунир Месиховић (1928—2016)
94. Цвијетин Мијатовић (1913—1993)
95. Бранко Микулић (1928—1994)
96. Смиљка Милојевић
97. Миланчић Миљевић (1909—1983)
98. Нико Михаљевић (1920—2005)
99. Асим Мујкић (1919—2000)
100. Џемал Муминагић (1920—2003)
101. Абдулах Мутапчић (1932—2013)
102. Франц Новак (1915—1990)
103. Грујо Новаковић (1913—1975)
104. Дане Олбина (1919—2011)
105. Младен Ољача (1926—1994)
106. Хамдија Омановић (1915—1990)
107. Салко Оруч (1926—2018)
108. Фердо Палац (1932—1980)
109. Милан Пантић (1915—1977)
110. Аугустин Папић (1917—2002)
111. Радован Папић (1910—1983)
112. Марко Пејановић (1946)
113. Лепа Перовић (1911—2000)
114. Обрад Пиљак (1933—2013)
115. Хакија Поздерац (1919—1994)
116. Хамдија Поздерац (1924—1988)
117. Милош Полић (1914—1994)
118. Драшко Поповић (1928—2009)
119. Боро Принцип (1924—1982)
120. Ђуро Пуцар Стари (1899—1979)
121. Васо Радић (1923—2011)
122. Мићо Ракић (1922—2007)
123. Живко Радишић (1937—2021)
124. Миланко Реновица (1928—2013)
125. Едина Решидовић
126. Мустафа Сефо (1920—1993)
127. Радован Стијачић (1918—1988)
128. Никола Стојановић (1933—2020)
129. Анте Сучић (1929—1986)
130. Дервиш Сушић (1925—1990)
131. Ариф Тановић (1925—2010)
132. Реџо Терзић (1924—1998)
133. Васо Трикић (1907—1989)
134. Станко Томић (1926—2004)
135. Милан Трнинић (1922—)
136. Енвер Ћемаловић (1920—1995)
137. Марко Ћеранић
138. Салим Ћерић (1918—1987)
139. Гојко Убипарип (1927—2000)
140. Ћазим Угљен (1899—1964)
141. Милан Узелац (1932—2005)
142. Угљеша Узелац (1938—2007)
143. Загорка Умићевић (1918—2011)
144. Никола Филиповић (1926—2001)
145. Сафет Филиповић (1908—1967)
146. Сулејман Филиповић (1896—1971)
147. Фрањо Херљевић (1915—1998)
148. Адем Херцеговац (1914—1992)
149. Есад Хорозић (1929—2019)
150. Авдо Хумо (1914—1983)
151. Есад Церић (1922—2007)
152. Салим Церић (1918—1987)
153. Никола Цвијетић (1913—1991)
154. Иван Цвитковић (1945)
155. Авдо Чампара (1937—2008)
156. Саво Чечур (1929—2005)
157. Родољуб Чолаковић (1900—1983)
158. Заим Шарац (1892—1961)
159. Џемил Шарац (1921—2002)
160. Ибрахим Шатор (1915—)
161. Михаило Шкондрић (1907—1980)
162. Владо Шегрт (1907—1991)